# Brennus (couraçado)
O Brennus  foi o primeiro couraçado pré-dreadnought operado pela Marinha Nacional Francesa. Sua construção começou em janeiro de 1889 no Arsenal de Lorient e foi lançado ao mar em outubro de 1891, mas problemas de instabilidade adiaram seu comissionamento até janeiro de 1896. Era armado com uma bateria principal composta por três canhões de 340 milímetros montados em uma torre de artilharia duplas e uma única, tinha um deslocamento de mais de onze mil toneladas e conseguia alcançar uma velocidade máxima de dezessete nós. Seu projeto serviu de base para vários dos couraçados franceses sucessores.
O Brennus passou a maior parte de sua carreira na Esquadra do Mediterrâneo, em que serviu como capitânia durante seus primeiros anos. Ele acidentalmente colidiu e afundou o contratorpedeiro Framée em 1900. A embarcação acabou relegada à Esquadra de Reserva no início do século XX na medida em que novos e mais modernos couraçados foram entrando em serviço, atuando a partir de então como um navio-escola. Ele foi descomissionado em julho de 1914, pouco antes do início da Primeira Guerra Mundial, e desarmado no ano seguinte. O Brennus foi canibalizado atrás de peças sobressalentes para outros navios. Foi removido do registro naval em 1919 e desmontado três anos depois.

## Projeto
Em 1880, a Marinha Francesa embarcou em um programa de construção naval que incluía os encouraçados Hoche e os três navios da classe Marceau; o programa exigia mais duas embarcações, que deveriam ser estabelecidas em 1882. A primeira delas teria o nome de Brennus e os trabalhos começaram em 1885. O almirante Théophile Aube [fr], que se opôs à construção de encouraçados em favor dos torpedeiros e cruzadores mais baratos propostos pela Jeune École [fr], tornou-se Ministro da Marinha e cancelou os dois navios em janeiro de 1886, antes que muito trabalho fosse feito. Aube deixou o governo em 1887 e seu sucessor permitiu que o trabalho fosse retomado; o projetista do navio, Charles Ernest Huin, fez lobby para reiniciar a construção a fim de manter os estaleiros ocupados. Ele redesenhou o Brennus para atender aos novos requisitos e o projeto foi aprovado em 1889, permitindo a retomada do trabalho. As seções do casco que haviam sido montadas na rampa de lançamento foram desmontadas, com o aço usado em outras partes do novo navio. O fato de a mesma rampa de lançamento ter sido usada para construir os dois navios e partes do original terem sido reutilizadas no último navio fez com que alguns confundissem as embarcações. Os dois couraçados eram, no entanto, embarcações distintas. O segundo Brennus foi encomendado em 1888.
O Brennus foi o primeiro encouraçado de estilo pré-dreadnought construído na Marinha Francesa; os navios anteriores da classe Magenta eram navios barbeta, um tipo de ironclad. O navio introduziu vários avanços para a frota francesa: novos canhões de calibre 42 dispostos em torres à frente e atrás da superestrutura, o primeiro uso de blindagem homogênea de aço e as primeiras caldeiras de Belleville. Outras mudanças incluíram a adoção de uma armadura superior fina para proteção contra armas de disparo rápido e o abandono do rostro. O Brennus formou a base para o grupo subsequente de cinco encouraçados amplamente semelhantes construídos com as mesmas especificações de projeto, iniciados com Charles Martel, embora tenham revertido para o layout de armamento dos Magentas anteriores, que viam os canhões principais distribuídos em torres únicas em um padrão de losango (quadrilátero).

### Características gerais e maquinário

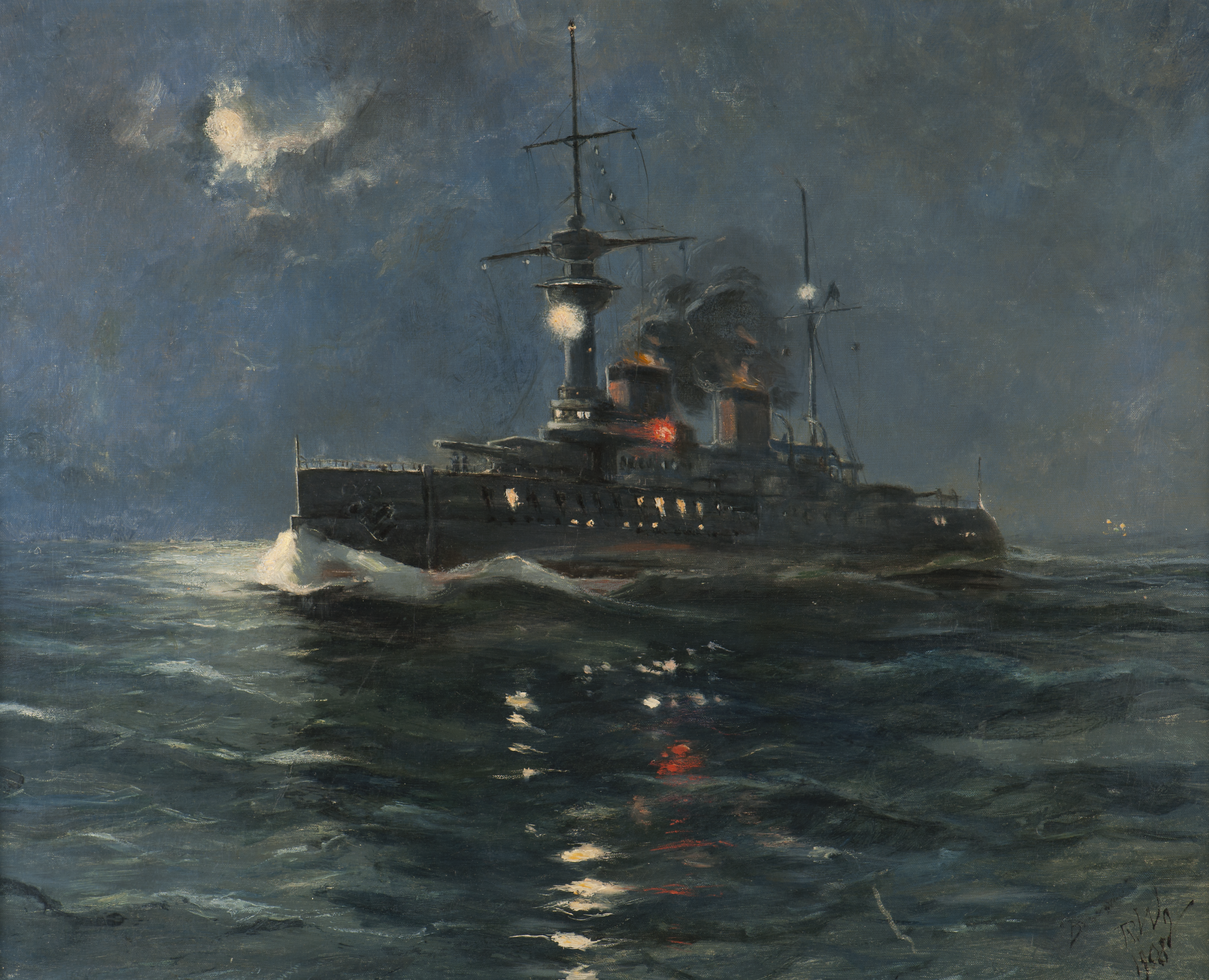
Pintura do Brennus

O Brennus tinha 110, 3 metros de comprimento entre perpendiculares e 114,46 de fora a fora. O navio tinha uma boca de 20,4 metros, um calado de 8,28 metros, e deslocava 11 370 toneladas em carga máxima, após sua reconstrução. O navio provou estar muito acima do peso; durante seus testes iniciais no mar em 1893, seu calado era 38 centímetros maior do que deveria ter sido, e isso, numa condição não totalmente carregada. O aumento do calado submergiu a maior parte do cinturão blindado do navio, tornando-o praticamente inútil. Seu casco era subdividido por dezoito anteparas estanques e tinha um fundo duplo que se estendia por todo o comprimento do casco, exceto na proa. O Brennus tinha uma tripulação de 667 oficiais e praças.
O navio sofria de estabilidade muito ruim, em grande parte como resultado de sua enorme superestrutura que colocava muito peso. Esses problemas não foram totalmente resolvidos pela extensa reconstrução entre 1893 e 1896, o que contribuiu para uma curta carreira. Seu primeiro teste de estabilidade foi realizado em 17 de junho de 1893, com todos os canhões posicionados a estibordo e toda a tripulação reunida do mesmo lado; O Brennus assumiu um adernamento de 28 graus e os canhões de 164,7 milímetros casamatados estavam meio submersos. Sua altura metacêntrica foi calculada em 0,75 metros durante este incidente. O excesso de peso do navio em sua superestrutura maciça, mastros militares pesados e funis altos contribuíram para o problema, junto com o tumblehome proeminente de seu casco.
O Brennus tinha um par de motores a vapor verticais de expansão tripla de quatro cilindros, cada um movendo uma única hélice de quatro pás de 5,4 metros, usando vapor fornecido por 32 caldeiras aquatubulares Belleville a uma pressão de 17 quilogramas por centímetro quadrado (1 667 kPa; 242 psi). As caldeiras desembocavam em um par de grandes chaminés localizadas no meio do navio. A decisão de equipar o Brennus com caldeiras aquatubulares foi tomada em 1887, e ele foi o primeiro grande navio a ser equipado com elas. Seus motores foram avaliados em 9 200 quilowatts, que se destinavam a permitir que o navio navegasse a uma velocidade de dezessete nós (31 quilômetros por hora); durante seus testes no mar em 9 de janeiro de 1896, o navio atingiu uma velocidade máxima de 17,1 nós (31,7 quilômetros por hora) gerando 10,395 quilowatts de potência. O navio poderia transportar 706 toneladas de carvão, o que lhe dava um alcance de 2 805 milhas náuticas (5 195 quilômetros) a uma velocidade de onze nós (vinte quilômetros por hora). A eletricidade para iluminação, holofotes, bombas, ventiladores e outros equipamentos era fornecida por quatro dínamos de quatrocentos amperes, cada um acionado por um motor de combustão interna dedicado.

### Armamento e blindagem
A bateria principal do Brennus consistia em três canhões Canon de 340 milímetros/42 calibres Modèle 1887, dois em uma torre gêmea à frente da superestrutura e o terceiro em uma única torre à ré. Eles disparavam projéteis de ferro fundido (CI) de 420 quilogramas ou os mais pesados (490 quilogramas) projéteis perfurantes, revestidos (APC) e semi-perfurantes, revestidos (SAPC) a uma velocidade inicial de 740 a 780 metros por segundo. Em sua elevação máxima de 10 graus, os canhões tinham um alcance de 10 900 metros. Projetado para ter uma cadência de um tiro a cada dois minutos, a cadência de tiro real era cerca de metade daquela em serviço. O navio inicialmente armazenava 39 projéteis para cada canhão, mas posteriormente este número aumentou para 61. O armamento secundário do navio consistia em dez canhões 164 milímetros/45 calibres Modèle 1893, quatro dos quais foram montados em torres únicas no meio do navio; os outros seis estavam localizados diretamente abaixo deles em casamatas. Eles tinham uma velocidade inicial de 730 a 770 metros por segundo ao disparar seus projéteis CI de trinta quilogramas ou os projéteis AP ou SAP de 35 quilogramas. Os canhões tinham um alcance de 10 450 metros em sua elevação máxima de 20 graus.
Para defesa contra torpedeiros, o Brennus estava equipado com um conjunto de canhões de disparo rápido, os maiores dos quais eram  quatro canhões de 65 milímetros/50 calibres Modèle 1891 em montagens únicas não blindadas na superestrutura dianteira e traseira. Seus projéteis de quatro quilogramas tinham uma velocidade inicial de 715 metros por segundo  que lhes dava um alcance de 5 500 metros. Toda esta artilharia era complementada por catorze canhões Modèle 1885 de 47 milímetros/40 calibres  e quatorze canhões Hotchkiss Modèle 1885 de 37 milímetros, dos quais seis dos últimos eram canhões de revólver de cinco canos. Todos esses canhões foram posicionados nas gáveas dos mastros militares e na superestrutura. O navio também foi equipado com quatro tubos de torpedo de 450 milímetros em montagens rotativas, dois em cada lateral. Ele carregava dois torpedos Modèle 1889 para cada tubo. Os torpedos tinham duas configurações de velocidade e alcance: seiscentos metros a 54,6 quilômetros por hora ou oitocentos metros a 51,9 quilômetros por hora.
A blindagem do Brennus consistia principalmente de aço níquel. Os 2,1 metros  do cinturão na linha d'água eram protegidos por quatrocentos milímetros de blindagem no meio do navio e afunilava até 250 milímetros em sua borda inferior. Na proa e na popa da cidadela blindada no meio do navio, o cinturão reduzia para trezentos milímetros na linha d'água; para a frente sua borda inferior afunilava para uma espessura de duzentos milímetros, mas à ré o cinto afinava para 180 milímetros em sua borda inferior. O convés blindado principal tinha sessenta milímetros de espessura. A torre dianteira e sua barbeta eram protegidas por placas de blindagem com 455 milímetros de espessura, enquanto os da torre de ré e sua barbeta tinham 405 milímetros. Os telhados das torres tinham oitenta milímetros. A blindagem que protegia as casamatas e torres de artilharia secundárias tinha uma espessura de cem milímetros. A torre de comando tinha 120 milímetros de blindagem em seus lados.

## Construção e carreira

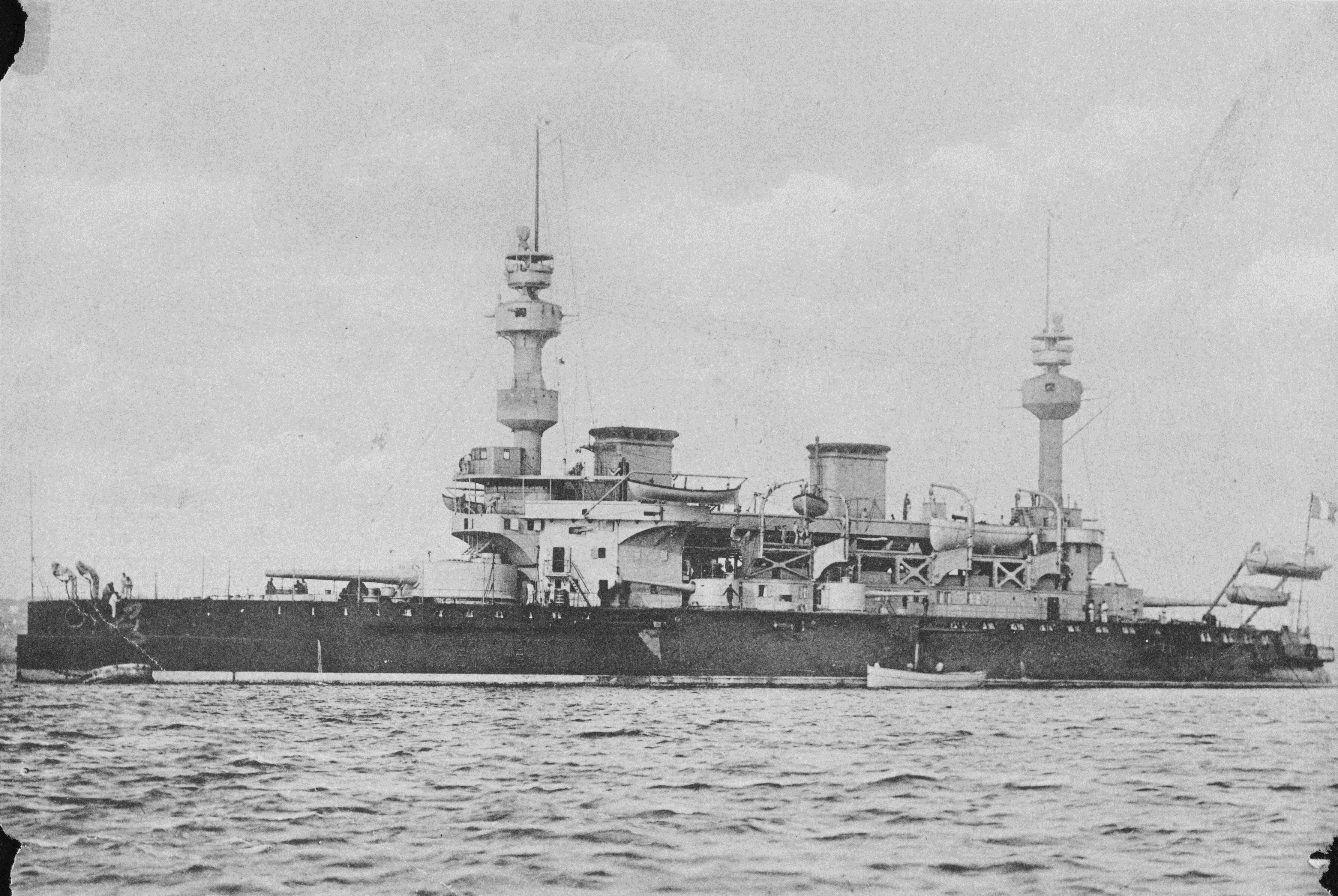
O Brennus em sua configuração original, c. 1894

O Brennus, batizado em homenagem ao chefe gaulês, foi batido no Arsenal de Lorient em 2 de janeiro de 1889 e lançado em 17 de outubro de 1891. O trabalho de adaptação foi concluído em 1893, mas sérios problemas de estabilidade atrasaram seu comissionamento. No dia seguinte aos testes de estabilidade, em 17 de junho, o estaleiro foi notificado de que haveria um atraso de sete meses na entrega de suas hélices e a Marine Nationale decidiu que o navio usaria as hélices do couraçado Neptune nesse ínterim. O Brennus viajou para Brest em 2 de agosto, onde cerca de setenta toneladas de material foram removidas e ele conduziu testes preliminares de vapor em 5 de setembro. No mês seguinte, o Arsenal de Brest apresentou uma proposta para aliviar o navio que estimou ter 412 toneladas de sobrepeso, aprovado em 30 de outubro.
Para reduzir o peso excessivo do navio, a ponte de comando e a saliência dela sobre as torres do canhão principal foram eliminadas. Mais importante ainda, o convés superior da superestrutura foi removido e o mastro militar de popa foi substituído por um mastro mais leve. Para reduzir ainda mais o peso, as redes de torpedo foram removidas e a estiva do barco foi baixada em um convés. Para melhorar sua estabilidade, um caixão estanque (soufflage) foi adicionado na linha d'água sobre o cinturão blindado. Aproveitou-se a oportunidade para substituir suas hélices  e os canhões Modèle 1887 de 164,7 milímetros inicialmente instalados foram substituídos pelo modelo mais recente.
O navio iniciou seus testes preliminares no mar em agosto de 1895 e um segundo teste de estabilidade foi realizado em 22 de dezembro, mostrando uma altura metacêntrica de 1,047 metros. Apesar dessas modificações, o navio não estava totalmente satisfatório. Um relatório do capitão Joseph Besson, o primeiro comandante do navio, declarou:
O navio tem boas qualidades, mas também grandes defeitos. O problema mais sério é que, ao atacar pela lateral, o navio fica efetivamente sem blindagem. As torres de 340 milímetros são muito pesadas e não estão equilibradas, e quando ambas são apontadas na mesma área, o ponto central do navio é tal que a borda superior do cinturão fica nivelada com a água. Isto significa que a única proteção lateral contra o projétil inimigo é fornecida pelos cem milímetros de cinturão superior. A espessura do cinto de armadura em sua borda inferior – apenas 250 milímetros – e o grande círculo de viragem são outros pontos fracos.

### 1896–1900

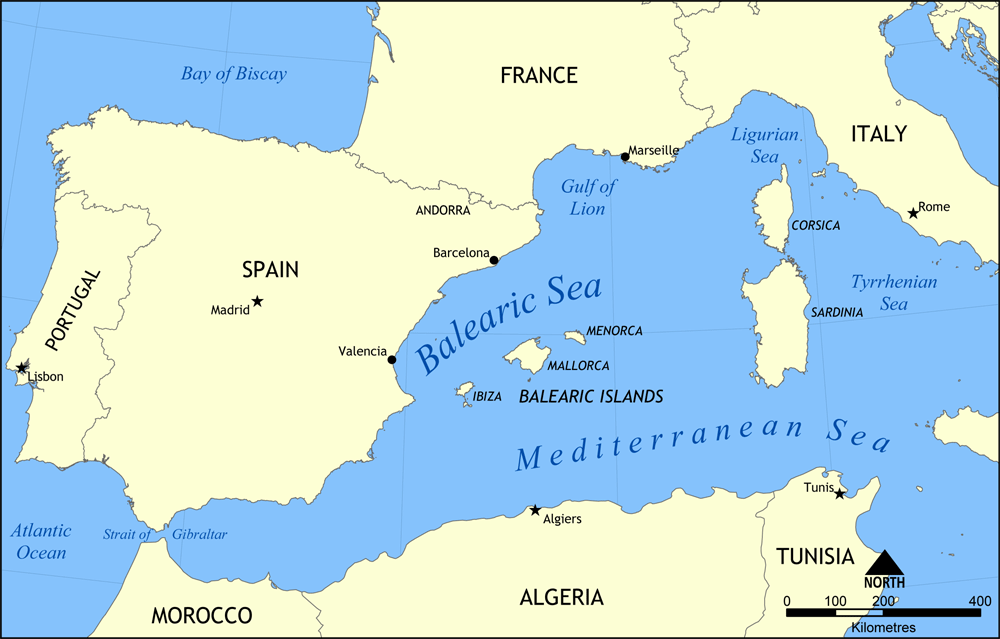
Mapa do Mediterrâneo Ocidental, onde Brennus passou a maior parte de sua carreira em tempos de paz

O Brennus finalmente entrou em serviço em 11 de janeiro de 1896 a um custo de 25.083.675 francos franceses, embora sua reforma pós-testes o tenha deixado indisponível até 1.º de abril. Apesar de seus problemas, como o mais moderno navio capital da frota francesa, serviu como nau capitânia da Esquadra do Mediterrâneo sob o comando do vice-almirante Alfred Gervais. Enquanto rebocava alvos para os outros navios de seu esquadrão em 24 de agosto, o navio foi acidentalmente alvejado pelo cruzador torpedeiro Vautour; um homem ficou ferido no incidente. Gervais foi substituído pelo vice-almirante Jules de Cuverville em 15 de outubro, que por sua vez foi substituído pelo vice-almirante Edgar Humann em 15 de outubro de 1897. Naquele ano, a Marinha Nacional emitiu uma nova doutrina para controle de artilharia. Durante os exercícios de treinamento de artilharia para testar o novo sistema, o Brennus e os encouraçados Neptune e Marceau acertaram, a cada cem projéteis, 26 em uma faixa de três a quatro mil metros. Seu sucesso levou a Marinha a tornar esse método o padrão para a frota em fevereiro de 1898. Em 16 de abril de 1898, Félix Faure, Presidente da França, embarcou no navio para assistir às manobras. Após a conclusão, ele sugeriu uma corrida entre os couraçados; depois de duas horas, Brennus ficou atrás dos couraçados mais novos Charles Martel e Carnot, mas derrotou quatro navios mais antigos.

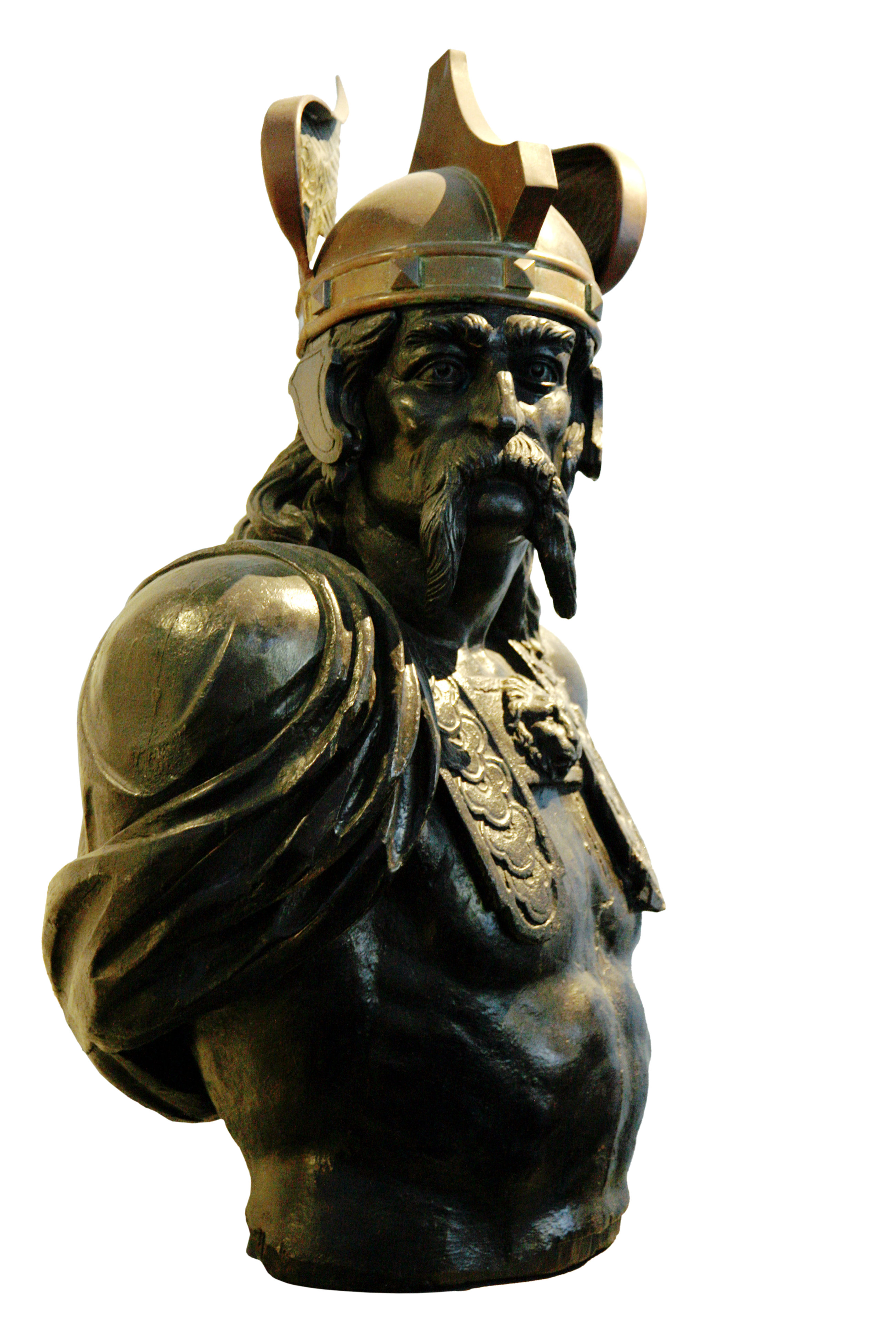
A figura de proa do navio preservada no Museu Nacional da Marinha

O navio participou das manobras anuais da frota de 8 a 20 de julho. O ministro da Marinha, Édouard Lockroy, observou então exercícios de artilharia a bordo dele em setembro que culminaram com o naufrágio da antiga bateria flutuante Arrogante. O vice-almirante Ernest François Fournier içou sua bandeira a bordo do Brennus como comandante do Esquadrão Mediterrâneo em 1.º de outubro. O capitão Augustin Boué de Lapeyrère tornou-se capitão do navio naquele mesmo dia. Desejando uma figura de proa para seu navio, ele localizou uma antiga da deusa Ceres armazenada e ordenou que ela fosse transformada em uma gaulesa. Ele também ordenou que seu engenheiro-chefe fizesse um capacete de cobre adequado para a figura de proa. Armazenado abaixo sempre que o navio ia para o mar, Brennus foi o último navio da Marinha Nacional a ter uma figura de proa. À medida que as tensões entre a França e a Grã-Bretanha aumentavam durante o Incidente de Fashoda, os marinheiros da esquadra tiveram as suas licenças canceladas em 18 de outubro e os navios de guerra carregaram todo o seu conjunto de munições antes de desembarcarem em 5 de novembro, quando os dois países resolveram as suas diferenças.
Durante o cruzeiro da esquadra no Mediterrâneo Oriental em outubro-dezembro de 1899, o navio ofereceu um jantar para a rainha Olga da Grécia antes de retornar a Toulon em 21 de dezembro. Durante as manobras de 1900 realizadas de março a julho, ele serviu como nau capitânia de Fournier. A Esquadra do Mediterrâneo compreendia outros cinco couraçados, incluindo Gaulois, Charlemagne, Charles Martel, Bouvet, e Jauréguiberry; quatro navios de defesa costeira; três cruzadores blindados; cinco cruzadores protegidos e um cruzador torpedeiro, juntamente com uma série de embarcações leves. Os exercícios começaram em 6 de março, e Brennus foi para o mar com quatro dos navios de guerra e quatro cruzadores protegidos para manobras ao largo do Golfe-Juan, incluindo treinamento de tiro noturno. Ao longo de abril, os navios visitaram vários portos franceses ao longo da costa do Mediterrâneo e, no dia 31 de maio, a frota partiu para a Córsega para uma visita que durou até 8 de junho. Depois de completar os seus próprios exercícios no Mediterrâneo, a Esquadra do Mediterrâneo encontrou-se com a Esquadra do Norte ao largo de Lisboa, Portugal, no final de junho, antes de prosseguir para a Baía de Quiberon para manobras conjuntas em julho. As manobras foram concluídas com uma revisão naval em Cherbourg, em 19 de julho, para o presidente Émile Loubet.
No dia 1º de agosto, a Esquadra do Mediterrâneo partiu para Toulon, chegando no dia 14 de agosto. Enquanto navegava ao largo do Cabo de São Vicente durante a viagem de volta na noite de 10/11 de agosto, Brennus colidiu acidentalmente com o contratorpedeiro Framée, afundando-o e matando 47 tripulantes; apenas quatorze homens foram resgatados. Depois de chegar a Toulon, a frota partiu uma semana depois para treinamento de artilharia em Porquerolles. Em 30 de setembro, ele foi substituído como capitânia do esquadrão pelo novo encouraçado Saint Louis. O navio iniciou uma longa reforma em 17 de outubro, que durou até 1.º de junho de 1901.

### 1901–1922
Depois de uma visita portuária a Argel, na Argélia Francesa, e de participar nas manobras anuais da frota, o Brennus foi designado para a Divisão de Reserva em 10 de agosto de 1901. Oito dias depois, Besson, agora contra-almirante, içou sua bandeira a bordo quando assumiu o comando da divisão que consistia em Carnot, os antigos encouraçados Hoche e Amiral Baudin, o torpedeiro Foudre e a canhoneira torpedeira La Hire. Nessa função, passou a maior parte do ano com uma tripulação reduzida, que foi aumentada por reservistas navais durante as manobras anuais da frota. Após uma breve reforma em janeiro de 1903, o Brennus foi um dos navios que visitou Cartagena, em homenagem ao rei Alfonso XIII da Espanha. O Contre-amiral Horace Jauréguiberry substituiu Besson em 10 de setembro. Ele foi substituído por sua vez pelo Contre-amiral Paul-Louis Germinet em 10 de agosto de 1905. O Ministro da Marinha, Gaston Thomson, observou exercícios a bordo do navio de guerra que visitou a Córsega e os portos do sul da França entre 17 e 28 de outubro.
Para as manobras de 1906, Fournier subiu a bordo de sua antiga nau capitânia durante os exercícios. As manobras duraram de 3 de julho a 3 de agosto, altura em que a frota regressou a Toulon; no dia seguinte, a frota se dispersou. O transporte SS Dives quebrou a corrente da âncora no porto de Toulon em 4 de dezembro e colidiu com Brennus. O couraçado não foi significativamente danificado, mas Dives encalhou. No início de 1907, a Divisão de Reserva foi ampliada para um esquadrão, mas foi redesignada como Divisão de Treinamento em 15 de fevereiro. Houve um pequeno incêndio em 12 de junho na torre dianteira do canhão principal que queimou gravemente o malfeitor que havia acendido um pano encharcado de gasolina. O Brennus deixou de ser capitânia em 16 de agosto e foi reduzido à reserva nove dias depois. O navio foi designado para a escola de torpedos em 15 de novembro de 1909 como navio de treinamento e seus canhões principais foram modificados para melhorar sua cadência de tiro nos dois anos seguintes. O Brennus participou de uma grande revisão naval realizada pelo presidente Armand Fallières ao largo de Cap Brun em 4 de setembro. No dia seguinte ele colidiu com o navio de excursão SS Magali; não houve vítimas a bordo de nenhum dos navios, mas o Magali teve que ser encalhado para não afundar.

O encouraçado foi novamente colocado na reserva em 1.º de janeiro de 1912 e descomissionado em 1.º de abril de 1914. Durante a Primeira Guerra Mundial, ele foi sucateado para obter peças sobressalentes e equipamentos, e teve suas armas principais despojadas em 1915. O Brennus foi retirado do registro naval em 22 de agosto de 1919 e colocado à venda em 30 de outubro. O navio foi transferido em 13 de janeiro de 1921 para a empresa que resgatou os destroços do encouraçado pré-dreadnought Liberté como pagamento pelo seu trabalho. Ele serviu brevemente como armazém antes de ser demolido em 1922.